# Барвинок малый
Барви́нок ма́лый (лат. Vínca mínor) — вид многолетних травянистых растений рода Барвинок (Vinca) семейства Кутровые (Apocynaceae).

## Название
В. И. Даль в своём Словаре живого великорусского языка приводит для барвинка малого местные русские названия могильница и гроб-трава (очевидно, что они отражают использование этого зимнезелёного растения для украшения могил).

## Распространение и экология
Родиной растения является материковая часть Европы и Малая Азия. Натурализовалось на Британских островах, в Северной Африке, Северной и Южной Америке, Австралии и Новой Зеландии.
Встречается дико в средней, южной и западной полосе европейской части России и сопредельных стран, на Кавказе. Вероятно оказался в лесах России из-за того, что высаживался на кладбищах для украшения.
Растёт по опушкам лесов, степным склонам, в кустарниках.

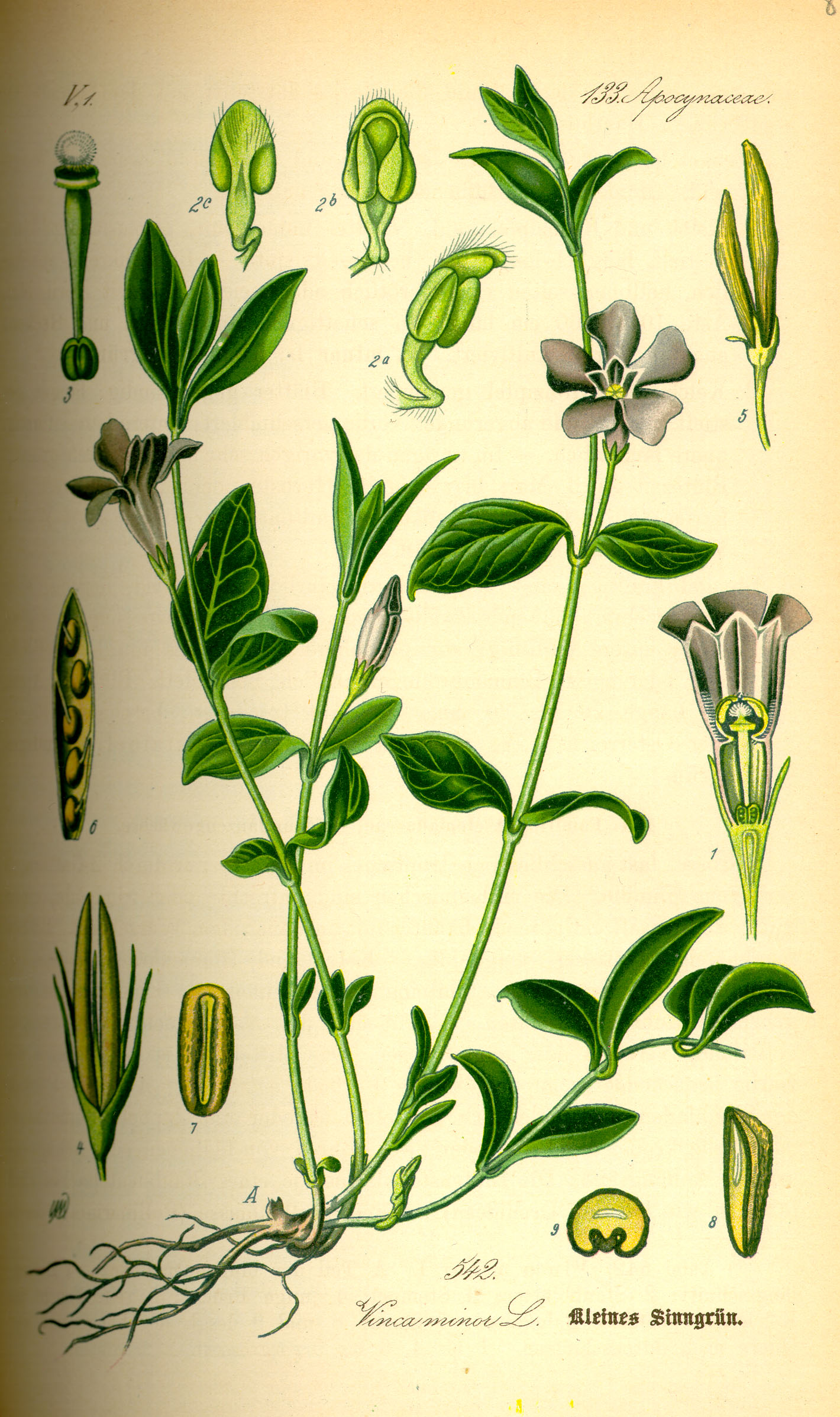

## Ботаническое описание
Барвинок малый — вечнозелёное многолетнее травянистое растение (или кустарничек) с тонким горизонтальным корневищем и прямостоячими цветоносными стеблями высотой 15—20 см (в культуре до 40—60 см). Помимо цветоносных стеблей, у растения также имеются бесплодные простёртые, укореняющиеся вегетативные стебли длиной до 100—150 см.
Листья супротивные, эллиптические, кожистые, блестящие, голые, длиной 2—5 см и шириной до 2,5 см, острые или туповатые, сверху тёмно-зелёные, снизу серо-зелёные, на черешках длиной 2—5 мм, собраны в мутовки по три штуки.
Цветки одиночные, диаметром 2—3 см, пазушные, на цветоножках длиной 1—3 см. Чашечка спайнолистная, лопасти длиной 3—4 мм, острые, ланцетно-треугольные, голые. Венчик воронковидный, тёмно-синий или лилово-синий, с длинной цилиндрической тонкой трубкой длиной около 12 мм, в середине немного расширенной, и с плоским пятираздельным отгибом диаметром около 25 мм, со сдвинутыми, тупо срезанными лопастями длиной 10—12 мм. Пестик с ворсинчатым рыльцем; расширенный на вершине связник согнут по направлению к рыльцу, на спинке в верхней части опушён торчащими длинными белыми волосками. Нити тычинок широкие, в очертании почти округлые, чашевидно вогнутые, при основании внезапно суженные и коленчато изогнутые; пыльники скрыты в трубке венчика, овальные, длиной 4 мм.
Формула цветка: {\displaystyle \ast K_{(5)}\;C_{(5)}\;A_{5}\;G_{({\underline {2}})}}

Плод состоит из двух листовок. Листовки цилиндрические, заострённые, зеленоватые, длиной 7—8 см. Семена коричневые, продолговатые, цилиндрические, с сосочками, без хохолков.
Цветёт в европейской части России в мае—июне. Плоды в европейской части России созревают в августе—сентябре.

## Растительное сырьё

### Заготовка
В лечебных целях используют траву (лат. Herba Vincae minoris), собранную во время цветения — начала плодоношения. Собирают только вертикальные побеги, срезая их на высоте 1—5 см от земли. Сушат в открытых местах, в плохую погоду — под навесом или в сушилках при температуре 40—50 °С. Хранят 2 года.
В СССР заготовка сырья производилась на юге Украины и в Молдавии. В конце XX века барвинок малый с лекарственными целями стали культивировать на небольших площадях и в России.

### Химический состав
В траве барвинка малого содержится более 20 алкалоидов, близких по природе к резерпину, в том числе минорин, винин, пубисцин, винкамин, изовинкамин, винкаминорпин, изомайдин, акуамицин, девинкан. Содержит также урсоловую кислоту, флавоноиды, горькие и дубильные вещества, сапонины, сахара, витамины: С (993 мг/%), каротин (около 8 %), рутин. При сборе сырья, его сушке и упаковке следует соблюдать меры предосторожности.

### Фармакологические свойства
Препараты барвинка обладают успокаивающим, гипотензивным, сосудорасширяющим, кровоостанавливающим, противомикробным и вяжущим свойствами. Алкалоид девинкан умеренно понижает артериальное давление и обладает седативными свойствами. В основе механизма гипотензивного действия лежит способность понижать сосудистый тонус и сопротивление периферических сосудов. Девинкан расширяет также сосуды мозга.

## Использование
Барвинок был известен ещё Плинию и Диоскориду. В Средние века он считался ценным медицинским растением. Это любимый цветок Жан-Жака Руссо.
По мнению германцев, барвинок обладает свойством отгонять злых духов. Но для этого его нужно собирать осенью от 15 августа до 8 сентября. По их поверьям, если сорванный в это время барвинок носить при себе, то над носящим его не будет иметь никакой власти ни дьявол, ни всякая другая нечистая сила, а если его повесить над входной дверью дома, то вся эта нечисть не будет иметь силы и в дом проникнуть. И потому сорванный барвинок никогда не следует бросать в мусор, а всегда в ручей, чтобы он не погиб от жажды. Посаженный в саду барвинок приносит счастье, а помещенный в букет — неизменную любовь.
Разводится как декоративное растение в цветниках, парках и на кладбищах, легко дичает. Существует ряд садовых форм, в частности, пёстролистная форма Vinca minor 'Variegata' и белоцветковая форма Vinca minor 'Alba'.
Барвинок вреден для домашних животных.

### Применение в медицине
В народной медицине препараты барвинка[уточнить] применяются внутрь при мигрени, начальных стадиях гипертонии, диарее, лихорадке, малярии, кровотечениях из носа, лёгких, матки, наружно для полоскания, при зубной боли и воспалительных процессах в полости рта, примочек при мокнущих экземах, сыпях, кожном зуде.
Барвинок ядовит, поэтому применять его следует с осторожностью, тщательно соблюдая руководства.
В гомеопатии применяется эссенция из свежего растения, собранного в начале цветения.

### Лекарственные препараты на основе барвинка малого
Препарат винкамин — индольный алкалоид из барвинка, оказывает сосудорасширяющее действие и используется при нарушениях мозгового кровообращения и как ноотропное средство. Из винкамина синтезируют (получают полусинтетическим путём) препарат винпоцетин — корректор мозгового кровообращения.
В СССР из барвинка получали препарат «Винкатон»; из сырья, экспортированного в Болгарию, производили препарат «Винкан». Эти препараты использовались при артериальной гипертензии для снижения кровяного давления.
| |  |  |  |
| Слева направо: общий вид цветущего растения; цветок (увеличено); белоцветковая садовая форма; использование в городском озеленении (Голландия) |  |  |  |

## Классификация

### Таксономия
Вид Барвинок малый входит в род Барвинок (Vinca) трибы Vinceae подсемейства Rauvolfioideae семейства Кутровые (Apocynaceae) порядка Горечавкоцветные (Gentianales).
|  |                          |  |                                           |                                           |                             |  | ещё 4 подсемейства (согласно Системе APG II) | ещё 4 подсемейства (согласно Системе APG II) |                                      |  |  |  | ещё 7 родов | ещё 7 родов        |  |  |
|  |                          |  |                                           |                                           |                             |  | ещё 4 подсемейства (согласно Системе APG II) | ещё 4 подсемейства (согласно Системе APG II) |                                      |  |  |  | ещё 7 родов | ещё 7 родов        |  |  |
|  |                          |  |                                           | семейство Кутровые                        |                             |  |                                              |                                              | триба Vinceae                        |  |  |  |             | вид Барвинок малый |  |  |
|  |                          |  |                                           | семейство Кутровые                        |                             |  |                                              |                                              | триба Vinceae                        |  |  |  |             | вид Барвинок малый |  |  |
|  | порядок Горечавкоцветные |  |                                           |                                           | подсемейство Rauvolfioideae |  |                                              |                                              | род Барвинок                         |  |  |  |             |                    |  |  |
|  | порядок Горечавкоцветные |  |                                           |                                           |                             |  |                                              |                                              |                                      |  |  |  |             |                    |  |  |
|  |                          |  | ещё 4 семейства (согласно Системе APG II) | ещё 4 семейства (согласно Системе APG II) |                             |  |                                              | ещё 8 триб (согласно Системе APG II)         | ещё 8 триб (согласно Системе APG II) |  |  |  | ещё 4 вида  |                    |  |  |
|  |                          |  |                                           | ещё 4 семейства (согласно Системе APG II) |                             |  |                                              |                                              | ещё 8 триб (согласно Системе APG II) |  |  |  |             |                    |  |  |

### Представители
В рамках вида выделяют несколько форм:
- Vinca minor f. alba (West.) Dipp. — с белыми цветками;
- Vinca minor f. argenteo-variegata (West.) Rehd. — с листьями в белых пятнах;
- Vinca minor f. atropurpurea (Sweet) Rehd. — с пурпуровыми цветками;
- Vinca minor f. aureo-variegata (West.) Rehd. — с листьями в золотисто-жёлтых пятнах;
- Vinca minor f. azurea Dipp. — с цветками небесно-голубой окраски;
- Vinca minor f. multiplex (Sweet) Rehd. — с пурпуровыми махровыми цветками.